# 팬파이프

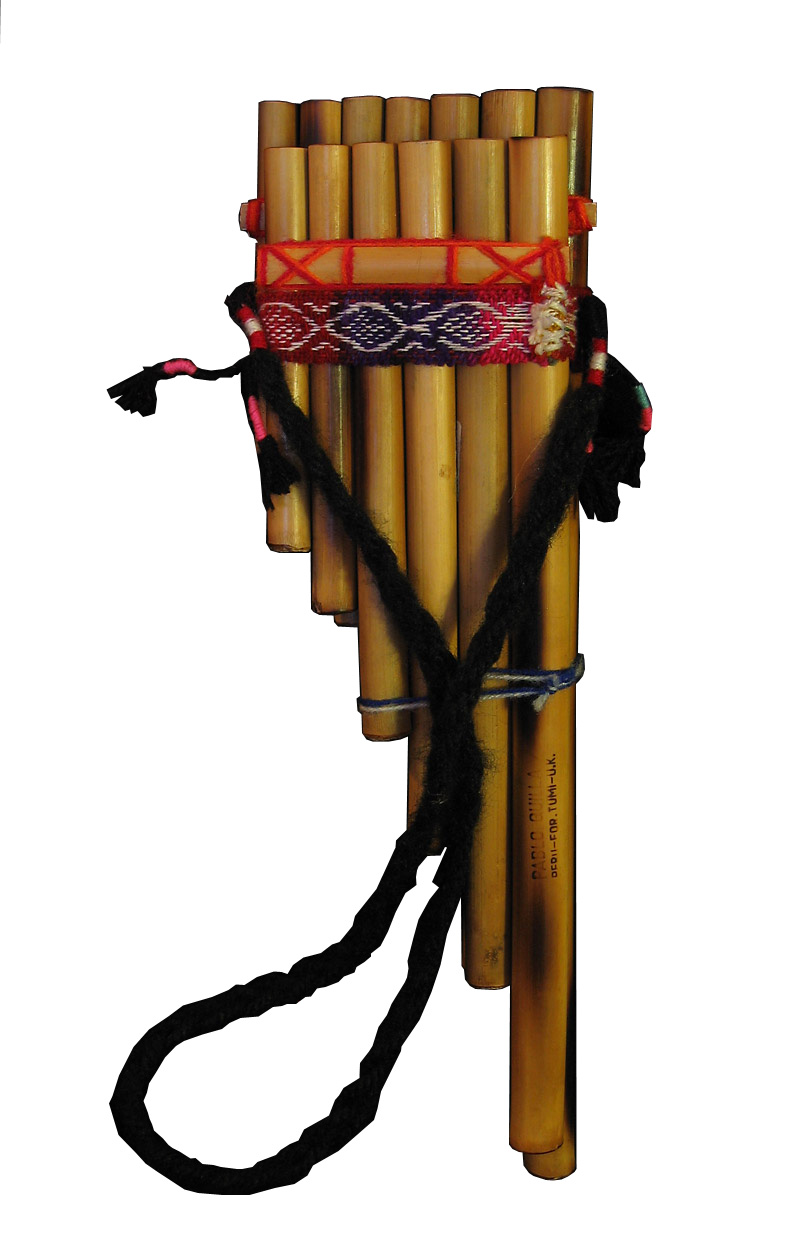

팬파이프(영어: panpipe) 또는 팬플루트(영어: panflute)는 그리스어로 시링가(그리스어: Σύριγγα)라고 하는 관악기로, 고대 그리스에서 유래해 유럽 각국으로 전파되었다. 고대 그리스어로는 시링크스(고대 그리스어: σύριγξ)라고도 한다. 길이, 즉 음높이가 다른 여러 대의 피리인 플루트를 보통 평평하게 늘어놓은 것으로 파이프 오르간의 가장 오랜 조상으로 되어 있다. 그리스 신화의 반수신(半獸神) 판이 연주한 데서 이런 이름으로 불리며, 볼프강 아마데우스 모차르트의 가극 《마술피리》(1791)에서 파파게노가 갖기 때문에 파파게노의 피리라고도 불린다. 루마니아의 나이(루마니아어: Nai), 안데스 지방의 시쿠, 중화인민공화국의 파이샤오(중국어: 排箫), 대한민국의 소(백제금동대향로에 이와 비슷한 악기가 새겨 있음), 라오스 및 태국 북동부의 웟(태국어: โหวด), 조지아의 라르체미(조지아어: ლარჭემი) 등 세계에 걸쳐 널리 퍼져 있다. 입으로 부는 반대쪽의 관들의 끝지점들은 밑을 2로 하는 로그함수의 그래프를 이룬다.

## 같이 보기
- 시쿠